# María de Luxemburgo

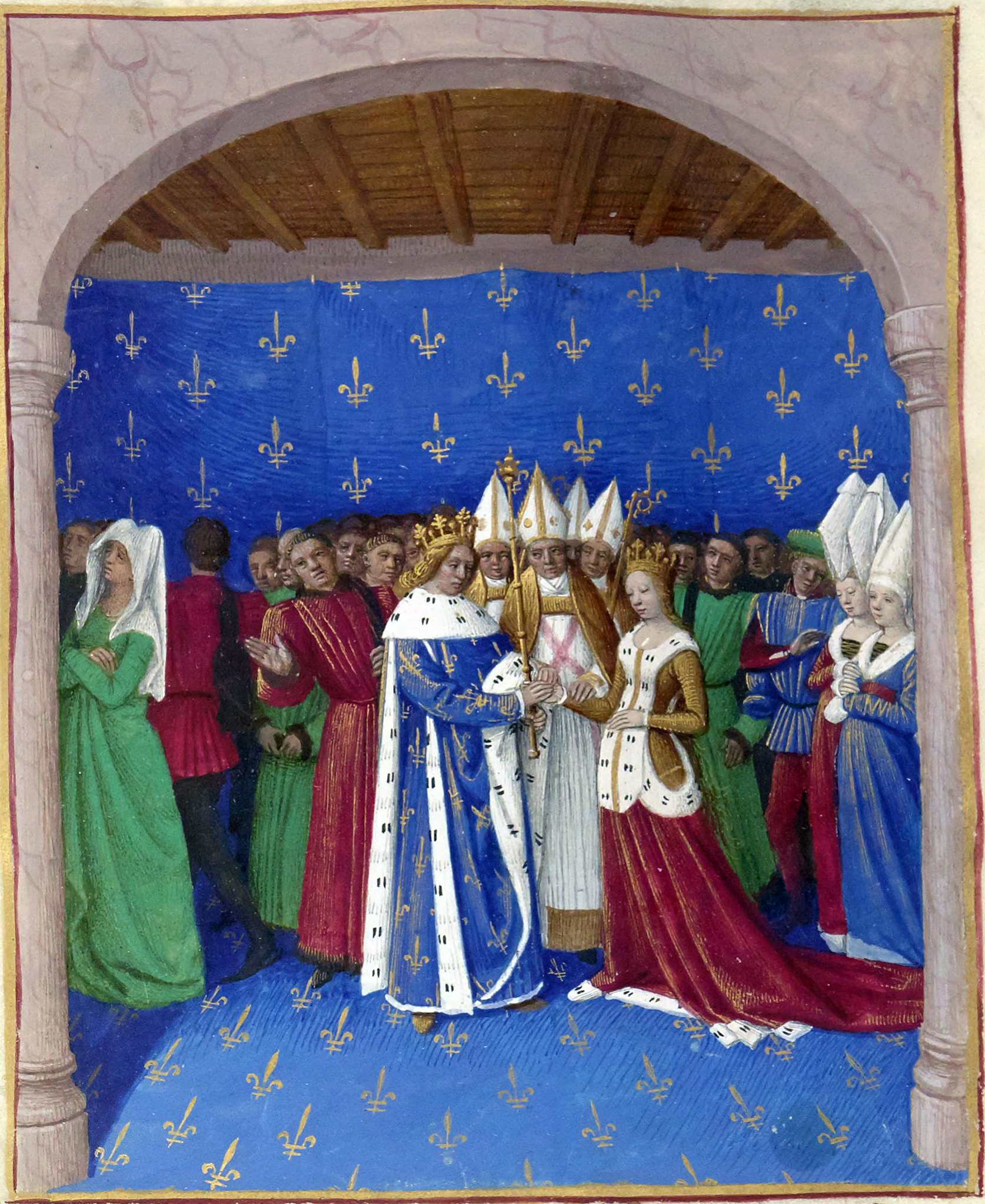
Boda de Carlos IV el Hermoso con María de Luxemburgo.

María de Luxemburgo (1305-Issoudun, 26 de marzo de 1324) fue reina consorte de Francia como la segunda esposa del rey Carlos IV de Francia. Sus padres fueron el emperador Enrique VII de Luxemburgo y Margarita de Brabante.

## Biografía
Su matrimonio se celebró en Provins el 21 de septiembre de 1322, una vez que el Papa Juan XXII dictara la nulidad del primer matrimonio del rey con Blanca de Borgoña. Tuvo un hijo con el rey que fue bautizado como Luis, quien nació de forma prematura y murió horas después. Carlos IV de Luxemburgo, sobrino de María, fue llevado a educarse en la corte francesa, donde abandonó su nombre de bautismo Wenceslao y en su confirmación adoptó el de Carlos en honor al esposo de su tía (posteriormente este Carlos se convertiría en emperador germánico). María murió a la edad de 19 años luego de sufrir de fiebre tras su parto y fue sepultada en la iglesia de las Dominicas de Montargis.
| Predecesora: Blanca de Borgoña | Reina consorte de Francia y de Navarra 21 de septiembre de 1322-26 de marzo de 1324 | Sucesora: Juana de Évreux |

- Datos: Q231798
- Multimedia: Marie of Luxembourg / Q231798